# Szymon Szmit
Szymon Szmit (ur. 25 lipca 2002) – polski koszykarz na pozycji rzucający obrońca/niski skrzydłowy, wychowanek i zawodnik klubu PGE Spójni Stargard (2019–2021); AZS AGH Kraków (2022–2023); od 2023 r. zawodnik GKS Tychy.

## Życiorys
Szymon Szmit to 23-letni zawodnik, wychowanek PGE Spójni Stargard. Swoje pierwsze kroki z koszykówką stawiał w klasie mistrzostwa sportowego w Szkole Podstawowej nr 11 w Stargardzie. Kontynuował pasje do koszykówki w Gimnazjum nr 4 i w I Liceum Ogólnokształcącym w Stargardzie. Jego pierwszym trenerem był Przemysław Mardosiewicz, z którym trenował i grał w stargardzkim klubie KS Spójnia Stargard. W roku 2015 uczestniczył w rozgrywkach Mistrzostw Polski U14, gdzie zagrał w 3 meczach zdobywając 33 pkt. W sezonie 2016/2017, 2017/2018 i 2018/2019 brał udział w rozgrywkach Mistrzostw Polski U16 i U18 grając w zespole KS Spójnia Stargard i KS Procar Spójnia Stargard. W 2017 r. i 13 lutego 2019 r. został nagrodzony tytułem Championa 2016 i Championa 2018 w Stargardzie.
W sezonie 2019/2020 i w sezonie 2020/2021 brał udział w rozgrywkach Mistrzostw Polski U19 i U20. W sezonie 2019/2020 zadebiutował w PGE Spójnia II Stargard w rozgrywkach III ligi. 16 stycznia 2021 r. zadebiutował w pierwszym zespole PGE Spójnia Stargard w rozgrywkach Energa Basket Liga (ekstraklasa). W sezonie 2020/2021 zagrał w 10 meczach, w sezonie 2021/2022 uczestniczył w 22 meczach zdobywając 18pkt. W sumie w ekstraklasie w drużynie PGE Spójnia Stargard zagrał w 32 spotkaniach. Jednocześnie dzięki umowie szkoleniowej 19-latek grał w szczecińskiej II ligowej drużynie Ogniwo Szczecin. W 19 meczach zdobywał średnio po 21,6 punktu i 4,9 zbiórki. Tylko raz rzucił dziewięć punktów, a w pozostałych spotkaniach miał podwójną zdobycz. W najlepszym indywidualnie meczu mierzący 194 cm koszykarz uzyskał 40 punktów (9/13 za trzy).
W roku 2022 grał w krakowskim II ligowym zespole Oknoplast AZS AGH II Kraków, po czym zadebiutował w rozgrywkach I ligi w drużynie AZS AGH Kraków. W sezonie 2022/2023 uczestniczył w tym zespole w 23 meczach zdobywając 293 pkt. W roku 2023 rozpoczął grać w I ligowej drużynie GKS Tychy, gdzie w sezonie 2023/2024 i 2024/2025 zagrał w 84 spotkaniach w których zdobył 885 pkt..

## Osiągnięcia
Na podstawie, o ile nie zaznaczono inaczej.
Drużynowe
- VIII miejsce w PLK (2021)

Indywidualne
- ćwierćfinalista Mistrzostw Polski Młodzików z drużyną Spójni Stargard[3]
- mistrz województwa w lidze zachodniopomorskiej kadetów[2]
- półfinalista mistrzostw Polski kadetów w sezonie 2019/2020[2]

## Historyczne składy Szymona Szmita (zawodnik)

### Sezon 2019/20
Szymon Szmit był w składzie stargardzkiego ekstraklasowego zespołu w sezonie 2019/2020:
| Nr | Poz. | Nar.              | Nazwisko i imię       | Data urodzenia | Wzrost | Masa ciała |
| -- | ---- | ----------------- | --------------------- | -------------- | ------ | ---------- |
| 11 | C    | Australia         | Froling, Harry        | 1998-04-20     | 211 cm |            |
| 00 | PG   | /                 | De León, Adris        | 1984-07-10     | 180 cm |            |
| 9  | PG   | Litwa             | Gintvainis, Jokūbas   | 1994-07-25     | 193 cm |            |
| 14 | C    | /                 | Olisemeka, Peter      | 1991-12-09     | 205 cm |            |
| 18 | SG   | Stany Zjednoczone | Cowels, Raymond       | 1990-11-18     | 191 cm |            |
| 10 | SG   | Polska            | Pamuła, Piotr         | 1990-01-19     | 195 cm |            |
| 4  | PG   | Polska            | Śnieg, Tomasz         | 1989-03-06     | 190 cm |            |
| 32 | PF   | Polska            | Młynarski, Kacper     | 1992-01-23     | 202 cm |            |
| 31 | SF   | Polska            | Kostrzewski, Mateusz  | 1989-09-18     | 202 cm |            |
| 19 | SG   | Polska            | Bochno, Bartosz       | 1988-03-13     | 193 cm |            |
| 7  | PG   | Polska            | Brenk, Adam           | 1995-05-08     | 193 cm |            |
| 22 | SF   | Polska            | Pryć, Mateusz         | 1998-11-06     | 190 cm |            |
| 6  | SF   | Polska            | Szmit, Szymon         | 2002-07-25     | 188 cm |            |
| 3  | PG   | Polska            | Huk, Michał           | 2001-02-17     | 186 cm |            |
| 2  | PG   | Polska            | Górzyński, Bartłomiej | 2001-12-03     | 186 cm |            |
| 15 | SF   | Polska            | Abramowicz, Adrian    | 2000-02-26     | 203 cm |            |
| 13 | PG   | Polska            | Korolczuk, Oliwer     | 2002-03-11     | 185 cm |            |
| 17 | C    | Polska            | Hoszczaruk, Kacper    | 1999-12-04     | 208 cm |            |
| 12 | SF   | Polska            | Jastrzębski, Bartosz  | 2003-01-18     | 190 cm |            |
| 30 | SG   | Polska            | Dysput, Maciej        | 1999-02-19     | 186 cm |            |

Trener:  Jacek Winnicki
 Asystenci: – Maciej Raczyński, Marcin Moroz Masażysta:Grzegorz Gromek, Kierownik:I. Purwiniecki

### Sezon 2020/2021
Szymon Szmit zadebiutował w stargardzkim ekstraklasowym zespole w 2021 r. grając w składzie:
| Nr | Poz. | Nar.                          | Nazwisko i imię      | Data urodzenia | Wzrost | Masa ciała |
| -- | ---- | ----------------------------- | -------------------- | -------------- | ------ | ---------- |
| 2  | PG   | Stany Zjednoczone             | Threatt, Jay         | 1989-08-08     | 180 cm |            |
| 9  | SG   | /                             | Han, Francis         | 1987-01-14     | 185 cm |            |
| 18 | SG   | Stany Zjednoczone             | Cowels, Raymond      | 1990-11-18     | 191 cm |            |
| 7  | PF   | Stany Zjednoczone             | Faust, Nick          | 1993-02-25     | 198 cm |            |
| 24 | C    | Demokratyczna Republika Konga | Gudul, Omari         | 1994-05-18     | 206 cm |            |
| 31 | SF   | Polska                        | Kostrzewski, Mateusz | 1989-09-18     | 202 cm |            |
| 11 | C    | Stany Zjednoczone             | Steele, Baylee       | 1997-06-28     | 211 cm |            |
| 8  | SG   | Polska                        | Matczak, Filip       | 1993-09-18     | 187 cm |            |
| 4  | PG   | Polska                        | Śnieg, Tomasz        | 1989-03-06     | 190 cm |            |
| 32 | PF   | Polska                        | Młynarski, Kacper    | 1992-01-23     | 202 cm |            |
| 14 | SF   | Polska                        | Siewruk, Filip       | 2002-2-06      | 203 cm |            |
| 25 | SF   | Polska                        | Grudziński, Dominik  | 1998-2-04      | 204 cm |            |
| 33 | PG   | Polska                        | Huk, Michał          | 2001-02-17     | 186 cm |            |
| 38 | PG   | Polska                        | Kucharczyk, Bartosz  | 2001-06-22     | 196 cm |            |
| 6  | SF   | Polska                        | Szmit, Szymon        | 2002-07-25     | 195 cm |            |
| 1  | PG   | Polska                        | Potap, Piotr         | 1999-06-16     | 186 cm |            |

Trener:  Marek Łukomski
 Asystenci: – Maciej Raczyński, Michał Trypuć, Marcin Moroz; Masażysta: Maciej Dubij, Cezary Woźny Kierownik: Ireneusz Purwiniecki

### Sezon 2021/2022
Szymon Szmit w sezonie 2021/2022 był w składzie zespołu:
| Nr | Poz. | Nar.              | Nazwisko i imię     | Data urodzenia | Wzrost | Masa ciała |
| -- | ---- | ----------------- | ------------------- | -------------- | ------ | ---------- |
| 5  | SF   | Stany Zjednoczone | Gray, Justin        | 1995-12-15     | 198 cm |            |
| 33 | PG   | Stany Zjednoczone | Johnson, Kerron     | 1990-12-14     | 185 cm |            |
| 11 | C    | Stany Zjednoczone | Steele, Baylee      | 1997-06-28     | 211 cm |            |
| 3  | SF   | Stany Zjednoczone | Gilder, Admon       | 1995-11-14     | 193 cm |            |
| 4  | PG   | Polska            | Śnieg, Tomasz       | 1989-03-06     | 190 cm |            |
| 32 | PF   | Polska            | Młynarski, Kacper   | 1992-01-23     | 202 cm |            |
| 22 | SG   | Polska            | Szymkiewicz, Daniel | 1994-11-02     | 193 cm |            |
| 25 | SF   | Polska            | Grudziński, Dominik | 1998-2-04      | 204 cm |            |
| 6  | SF   | Polska            | Szmit, Szymon       | 2002-07-25     | 195 cm |            |
| 24 | SF   | Polska            | Chodźko, Grzegorz   | 2002-11-27     | 194 cm |            |
| 13 | PF   | Polska            | Korolczuk, Oliwer   | 2002-03-11     | 190 cm |            |
| 7  | C    | Polska            | Zając, Patryk       | 2002-03-17     | 200 cm |            |

Trener:  Maciej Raczyński
 Asystenci: - Marcin Moroz; Masażysta: Maciej Dubij, Cezary Woźny Kierownik: Ireneusz Purwiniecki